# Polarni krugovi
Polarnim krugovima (drugi česti nazivi su Arktički i Antarktički krug, kao i polarnice)  nazivaju se paralele koje se nalaze kako na sjevernoj tako i na južnoj polutki na 66,56° kutne udaljenosti od ekvatora. To je paralela koja spaja sve točke na kojima u vrijeme suncostaja Sunce više ne izlazi odnosno ne zalazi. Udaljenost polarnih krugova od polova jednaka je udaljenosti Rakove i Jarčeve obratnice od ekvatora. 

## Značenje
Polarni krugovi razdvajaju polarna područja od umjerenih područja. Položaj proizlazi iz kosine ekliptike od oko 23,44°. Udaljeni su od polova 2.600 km, a od ekvatora 7.385 km.
Od polarnica - koje, zapravo, radi astronomske refrakcije leže na ± 67,2° -  prema polovima postoje pojave nazvane polarni dan i polarna noć koji traju od jednog do 26 tjedana. S kosinom ekliptike mijenja se i precizni položaj polarnih krugova. Trenutno se kreće brzinom od oko jedne lučne minute u 128 godina, odnosno 14,4 metra godišnje, prema polovima. Razlog tomu je nutacija Zemljine osi.
- Polarni krug u Finskoj 1975.
- Polarni krug u Norveškoj 1975.
- Polarni krug u Norveškoj između Mo i Rana i Fauske